# 王韶明
王韶明（5世紀—？），琅邪郡临沂县（今山东省临沂市）人，太常王慈之女，南齐海陵王萧昭文皇后。
永明八年（490年），皇孙临汝公萧昭文娶王韶明为临汝公夫人。永明十一年（493年），萧昭文之兄萧昭业即位，萧昭文受封新安王，王韶明被封为新安王妃。延兴元年（494年），萧昭文即位，王韶明被立为皇后。同年，萧昭文被萧鸾所废，王韶明降为海陵王妃。

## 延伸阅读
[在维基数据编辑]
 《南齊書·卷20》，出自萧子显《南齊書》
 《南史·卷11》，出自李延壽《南史》